# Landkreis Saalfeld-Rudolstadt
Landkreis Saalfeld-Rudolstadt är ett distrikt (Landkreis) i södra delen av det tyska förbundslandet Thüringen.

## Administrativ indelning
I förvaltningsrättslig mening finns i modern tid ingen skillnad mellan begreppet Stadt (stad) gentemot Gemeinde (kommun). Följande kommuner och städer ligger i Landkreis Saalfeld-Rudolstadt: 

### Städer
| - Bad Blankenburg | - Leutenberg | - Rudolstadt | - Saalfeld/Saale |

### Kommuner
| - Uhlstädt-Kirchhasel | - Unterwellenborn |  |  |

### Förvaltningsgemenskaper

#### Kaulsdorf
| - Altenbeuthen | - Drognitz | - Hohenwarte | - Kaulsdorf |

#### Königsee
| - Allendorf | - Bechstedt | - Königsee |  |

#### Schiefergebirge
| - Gräfenthal (stad) | - Lehesten (stad) | - Probstzella |  |

#### Schwarzatal
| - Cursdorf - Deesbach - Döschnitz | - Katzhütte - Meura - Rohrbach | - Schwarzatal (stad) - Schwarzburg | - Sitzendorf - Unterweißbach |